# Ліщинський Омелян Юрійович

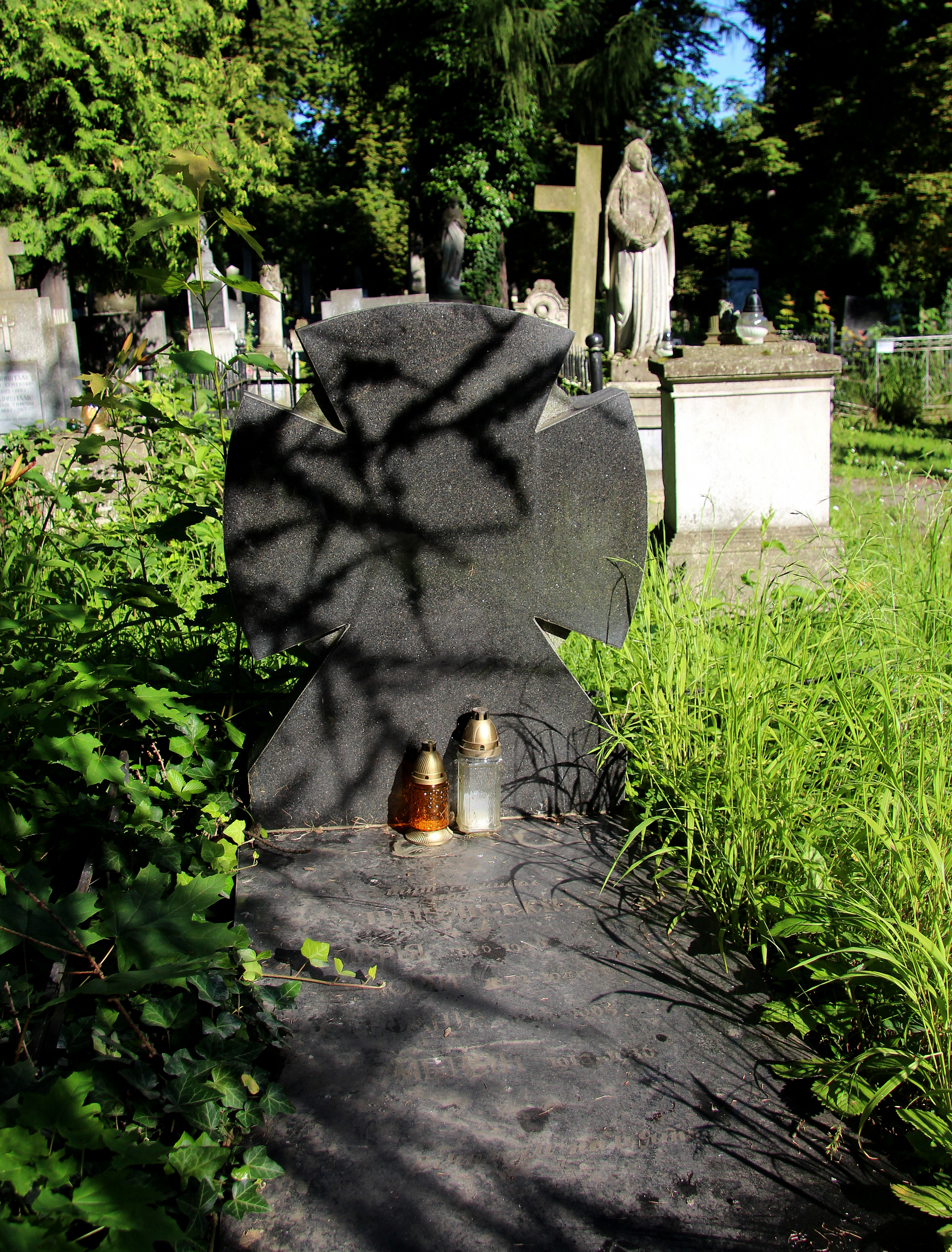
Гробівець родини Ліщинських

Омелян Юрійович Ліщинський (16 грудня 1913, Львів —  5 квітня 1986, Львів) — український (львівський) живописець, графік, емальєр, педагог. Батько художника Любарта Ліщинського.

## Життєпис
Народився 16 грудня 1913 року у Львові. У 1937 році закінчив відділ декоративного мистецтва та художнього промислу Державної технічної школи у Львові. Далі було навчання у Варшавській академії мистецтв (клас професора Мечислава Котарбінського), яку закінчив у 1939 році. 
По закінченню академії у 1940—1941 роках працював науковим співробітником картинної галереї та мистецько-промислового музею у Львові. У 1941—1944 роках викладав у львівській художньо-промисловій школі. По війні на базі художньо-промислової школи створено художнє училище, де Ліщинський викладав у 1944—1945 роках. У 1944—1948 роках займав посаду відповідального секретаря львівської організації Спілки радянських художників України. Потім протягом 1946—1973 років викладав у Львівській дитячій художній школі (нині — Львівська дитяча художня школа імені Олекси Новаківського). Мешкав у Львові в будинку на вул. Транспортній, 8.
Учасник художніх виставок від 1942 року. Персональні — у Львові (1984, посмертні — 2002, 2013 роках).
Ранні живописні пейзажі позначені впливом постімпресіонізму, польського колоризму. У 1940—1950-х роках картини набули реалістичних ремінісценцій. Пізніше Ліщинський більше уваги приділяв кольору. Створював шаржі, малюнки олівцем, фломастером, аквареллю та гуашшю, аплікації, вітальні листівки. Емалі Ліщинського відзначаються високою виконавською культурою, тонкою градуйованістю світлоколірних. співвідношень.
Помер 5 квітня 1986 року у Львові. Похований на Личаківському цвинтарі, поле № 54.

## Основні твори

### Живопис
- 1938 — «Краєвид», «Колгоспниця»;
- 1940 — «Робітниця»;
- 1945 — Краєвид під Львовом», «Марко», «Ранок», ескіз для гобелена «Смерть О. Довбуша»;
- 1946 — «Жіночий портрет»;
- 1947 — «Львів. Державний медичний інститут»;
- 1954 — «Пейзаж із Ясеня»;
- 1958 — «Раковецьке подвір'я», «Пейзаж із Раківця»;
- 1960-ті — «Мотив із Дземброні»;
- 1960 — «Гуцульський натюрморт», «Карпатський пейзаж»;
- 1967 — «Пейзаж із Рахівщини»;
- 1968 — «Гори»;
- 1971 — «Пейзаж із Яворова»;

### Графіка
- 1936 — проєкт оформлення гральних карт;
- 1952 — «Білгород-Дністровський», «Біля причалу», «Лиман», «Гурзуф»;
- 1962 — «Яворів»;
- 1983 — «Кримський мотив. Гурзуф», «Натюрморт», «Натюрморт із квітами»; аплікація «Декоративний натюрморт».